# Ontdek de ster
Ontdek de ster was een muzikale talentenjacht op de Vlaamse openbare televisie (BRT), die liep van 1955, in de beginperiode van de televisie in Vlaanderen, tot midden van de jaren '70. Het werd onder andere gepresenteerd door Tony Corsari en het orkest van Francis Bay zorgde voor de muzikale begeleiding.
Naast de hoofdprijs, die door een vakjury werd toegekend waren er ook nog andere prijzen zoals een publieksprijs en een persprijs.
Ontdek de ster mag men niet verwarren met de Ontdek de ster show die in 1996 op de Vlaamse commerciële televisie VTM werd uitgezonden.
Vele winnaars en laureaten zijn in de vergetelheid geraakt of hebben niet meer dan een plaatselijke of regionale bekendheid gekregen. Enkele laureaten van de wedstrijd die later inderdaad een (min of meer grote) Vlaamse "ster" bleken te zijn, waren:
- Anni Anderson (winnares in 1955)
- Micky Michiels (winnaar in 1958)
- Jacques Raymond (winnaar in 1959)
- Hugo Raspoet (winnaar in 1962)
- Ann Soetaert (winnares in 1963)
- Eddy Smets (winnaar in 1965)
- Rita Deneve (winnares in 1965)
- Het Horizonkwartet (laureaat 1965)
- Miek en Roel (derde in 1965)
- Mary Porcelijn (laureate 1967)
- Gil Marvin (winnaar 1969)
- Liliane Dorekens (1969)
- Johan Verminnen (publieksprijs in 1969)
- Roger Baeten (laureaat 1971)
- Ingriani (aanmoedigingsprijs in 1971)
- Sofie (winnares in 1973)
- Claire (tweede in 1973)
- Jan Puimège (winnaar in 1975)
- Frank Dingenen
- Clem Van Duyn (laureate in 1959)